# Majdan Królewski
Majdan Królewski is een plaats in het Poolse district  Kolbuszowski, woiwodschap Subkarpaten. De plaats maakt deel uit van de gemeente Majdan Królewski en telt 2400 inwoners.

## Verkeer en vervoer
- Station Majdan Królewski